# (454) Mathesis
(454) Mathesis est un astéroïde de la ceinture principale découvert par Friedrich Schwassmann le 28 mars 1900.

## Nom
Le nom de mathématiques vient du grec mathesis voulant dire sciences ou apprentissage (voir l'étymologie de ce mot). 